# Sontra
Sontra è un comune tedesco di 7 561 abitanti situato nel land dell'Assia.